# عمينة
عَمِيْنَة أو لِفافِيَّة (الاسم العلمي: Diplolaena)، هو جنس الشجيرات دائمة الخضرة من فصيلة السذابية. مواطنها في غرب أستراليا.
تشمل الأنواع التالية:
- Diplolaena andrewsii  كارل هانسن أوستنفلد
- Diplolaena angustifolia  ويليام هوكر  — Yanchep rose
- Diplolaena cinerea  بول غراهام ويلسون
- Diplolaena dampieri  رينيه لويش ديفونتين
- Diplolaena drummondii  (Benth.) Ostenf.
- Diplolaena eneabbensis  بول غراهام ويلسون
- Diplolaena ferruginea  بول غراهام ويلسون
- Diplolaena geraldtonensis  بول غراهام ويلسون
- Diplolaena grandiflora  رينيه لويش ديفونتين  — wild rose
- Diplolaena graniticola  بول غراهام ويلسون
- Diplolaena leemaniana  بول غراهام ويلسون
- Diplolaena microcephala  Bartl.  — lesser diplolaena
- Diplolaena mollis  بول غراهام ويلسون
- Diplolaena obovata  بول غراهام ويلسون
- Diplolaena velutina  (بول غراهام ويلسون) بول غراهام ويلسون

## روابط خارجية
- "Diplolaena R.Br". Atlas of Living Australia. مؤرشف من الأصل في 2022-03-31.